# Nas (rapper)
Nasir Bin Olu Dara Jones (n. 14 septembrie 1973, New York City, New York, SUA), cunoscut ca Nas, este un rapper american. Fiul artistului jazz Olu Dara, Nas a lansat 8 albume certificate cu discul de platină și a vândut peste 25 de milioane de discuri la nivel mondial. De asemenea, Nas deține propria casă de discuri, Mass Appeal și este proprietarul unui magazin de încălțăminte Fila.
Nas și-a început cariera muzicală în anul 1991 apărând ca artist colaborator pe albumul "Live at the Barbeque" lansat de Main Source. A lansat primul său album de studio, intitulat Illmatic, în anul 1994. Albumul a fost foarte bine primit de către critici dar și de către comunitate hip-hop fiind considerat unul dintre cel mai bune albume hip-hop din dintotdeauna. Următorul său album intitulat It Was Written a fost certificat cu mai multe discuri de platină, fiind unul dintre cele mai bine vândute albume ale sale.
În perioada 2001-2005, Nas a fost implicat într-o dispută extrem de mediatizată cu rapperul Jay-Z.

## Începuturile
Nas a primit numele de Nasir ("ajutor și protector"). Și-a petrecut primii ani din viață în Crown Heights, Brooklyn. Tatăl sau, Olu Dara, a fost un cântăreț de jazz, iar mama sa, Fannie Ann Jones lucra la poștă. Are un singur frate: Jabari Fret, cunoscut și sub numele de Jungle. Maitârziu s-au mutat în Queensbridge. La vârsta de 13 ani, tatăl său i-a părăsit. După puțin timp, Nas a renunțat la școală. S-a educat singur citind despre cultura și civilizația africii, 360° Lessons, Biblia, Qur'an. De asemenea  studiat și originea Hip-Hop-ului.

## Cariera
Nas s-a concentrat asupra carierei sale în Hip-Hop. L-a ales pe cel mai bun prieten al său, Willy "Ill Will" Graham, ca DJ. La început și-a ales denumirea de Kid Wave. În ciuda faptului că era activ pe piața underground, Nas a fost refuzat de toate marile case de producție. Nas a continuat să lucreze cu "Ill Will", dar parteneriatul lor s-a încheiat brusc când Graham a fost împușcat în Queensbridge pe data de 23 mai 1992.
La vârsta de 16 ani, Nas a concertat live pe scena Main Source's Live la BBQ. În 1992 a fost abordat de MC Serch. care i-a devenit manager și i-a garantat un contract cu Columbia Records în același an. Nas și-a făcut debutul solo sub numele de Nasty Nas cu single-ul Halftime, de pe coloana sonoră a filmului Zebrahead

## Discografie

### Albume de studio
- Illmatic (1994)
- It Was Written (1996)
- I Am… (1999)
- Nastradamus (1999)
- Stillmatic (2001)
- God's Son (2002)
- Death of Escobar (2002)
- Street's Disciple (2004)
- The Prophecy (2006)
- Hip Hop Is Dead (2006)
- Untitled album (2008)
- Distant Relatives (2010)
- Life's Good (2012)
- The Essential Nas (2013)
- Nasir (2018)

### Alte albume
- The Firm: The Album - Foxy Brown, AZ și Nature (1997)
- QB's Finest - diversi artisti (2000)
- Nas from Illmatic to Stillmatic: the remixes (2002)
- The Lost Tapes (2002)
- Greatest Hits (2007)

## Filmografie
| An   | Titlu                                | Rol                          | Note               |
| ---- | ------------------------------------ | ---------------------------- | ------------------ |
| 1998 | Revelații                            | Sincere                      | Film               |
| 1999 | Prea adânc                           | Drug Dealer                  | Film; nemenționat  |
| 2001 | Ultima secundă                       | Det. Art "Fuzzy" Rice        | Film               |
| 2001 | Sacred is the Flesh                  | Isa Paige                    | Film               |
| 2010 | Hawaii Five-0                        | Gordon Smith                 | Episodul: "Heihei" |
| 2013 | Black Nativity                       | Prophet Isaiah               | Film               |
| 2014 | Hidden Colors 3: The Rules of Racism | Rolul său                    | Film documentar    |
| 2014 | Nas: Time Is Illmatic                | Rolul său                    | Film documentar    |
| 2016 | Popstar: Never Stop Never Stopping   | Rolul său                    | Mocumentar         |
| 2016 | The Get Down                         | Narator                      | 11 episoade        |
| 2017 | American Epic: The Big Bang          | Rolul său                    | Film documentar    |
| 2017 | The American Epic Sessions           | Rolul său                    | Film documentar    |
| 2018 | Monstrul                             | Raymond "Sunset" Green       | Film               |
| 2019 | Gully Boy                            | Producător executiv          | Film               |
| 2019 | Wu-Tang Clan: Of Mics and Men        | Rolul său                    | Serial documentar  |
| 2020 | The Last Dance                       | Rolul său                    | Film documentar    |
| 2020 | SMOKE: Marijuana + Black America     | Narator, producător executiv | Film documentar    |
| 2021 | Mary J. Blige's My Life              | Rolul său                    | Film documentar    |